# John Bede Polding
John Bede Polding (Liverpool, 18 ottobre 1794 – Darlinghurst, 16 marzo 1877) è stato un arcivescovo cattolico britannico.
È stato il primo vescovo cattolico d'Australia.

## Biografia
Nato a Liverpool da una famiglia di origine olandese, rimase presto orfano ed ebbe come tutore suo zio, dom Bede Brewer, presidente generale della congregazione benedettina d'Inghilterra.
Studiò presso i benedettini del priorato di Acton Burnell, nel Shropshire, e il 15 luglio 1811 vestì l'abito monastico davanti al priore Peter Kendal: emise i voti il 18 luglio 1812 e il 4 marzo 1819 fu ordinato prete a Downside, dove la sua comunità si era trasferita qualche anno prima. A Downside fu maestro dei novizi, prefetto del collegio, segretario generale e parroco.
Con breve del 3 luglio 1832, papa Gregorio XVI lo elesse vescovo di Gerocesarea in partibus e vicario apostolico di Madras, in India, ma Poldind declinò l'incarico; il 3 giugno 1833 fu nominato vicario apostolico di Nuova Olanda e Terra di Van Diemen, in Australia. Fu consacrato a Londra, nella cappella privata del vescovo James Yorke Bramston, il 29 giugno 1834.
Polding raggiunse l'Australia il 13 settembre 1835. Il suo vicariato apostolico, con sede a Sydney, fu elevato a diocesi e poi ad arcidiocesi metropolitana nel 1842. Sotto il suo episcopato nacquero e si svilupparono 17 diocesi suffraganee che avevano l'arcidiocesi di Sydney come metropolitana.
Per l'organizzazione della sua diocesi vi chiamò i Fratelli Cristiani, i passionisti e i benedettini; fece giungere dall'Irlanda le suore di carità e fondò le suore del Buon Samaritano.
Celebrò due sinodi provinciali. Fondò lo University College of St. John di Sydney e il College of St. Mary di Lyndhurst.

## Genealogia episcopale e successione apostolica
La genealogia episcopale è:
- Cardinale Scipione Rebiba
- Cardinale Giulio Antonio Santori
- Cardinale Girolamo Bernerio, O.P.
- Arcivescovo Galeazzo Sanvitale
- Cardinale Ludovico Ludovisi
- Cardinale Luigi Caetani
- Cardinale Ulderico Carpegna
- Cardinale Paluzzo Paluzzi Altieri degli Albertoni
- Cardinale Gaspare Carpegna
- Cardinale Fabrizio Paolucci
- Cardinale Francesco Barberini
- Cardinale Annibale Albani
- Cardinale Federico Marcello Lante Montefeltro della Rovere
- Vescovo Charles Walmesley, O.S.B.
- Vescovo William Gibson
- Vescovo John Douglass
- Vescovo William Poynter
- Vescovo James Yorke Bramston
- Arcivescovo John Bede Polding, O.S.B.

La successione apostolica è:
- Vescovo Robert William Willson (1842)
- Vescovo Francis Murphy (1844)
- Vescovo Philippe Joseph Viard, S.M. (1846)
- Arcivescovo James Alipius Goold, O.E.S.A. (1848)
- Vescovo Patrick Bonaventure Geoghegan, O.F.M. Ref. (1859)
- Arcivescovo Christopher Augustine Reynolds (1873)